# Bédarrides
Bédarrides (okzitanisch Bedarrida) ist eine französische Gemeinde mit 5521 Einwohnern (Stand 1. Januar 2022) im Département Vaucluse in der Region Provence-Alpes-Côte d’Azur. Sie gehört zum Arrondissement Avignon und ist Mitglied im Gemeindeverband Communauté d’agglomération Les Sorgues du Comtat. Die Bewohner werden Bédarridais und Bédarridaises genannt.

## Geografie

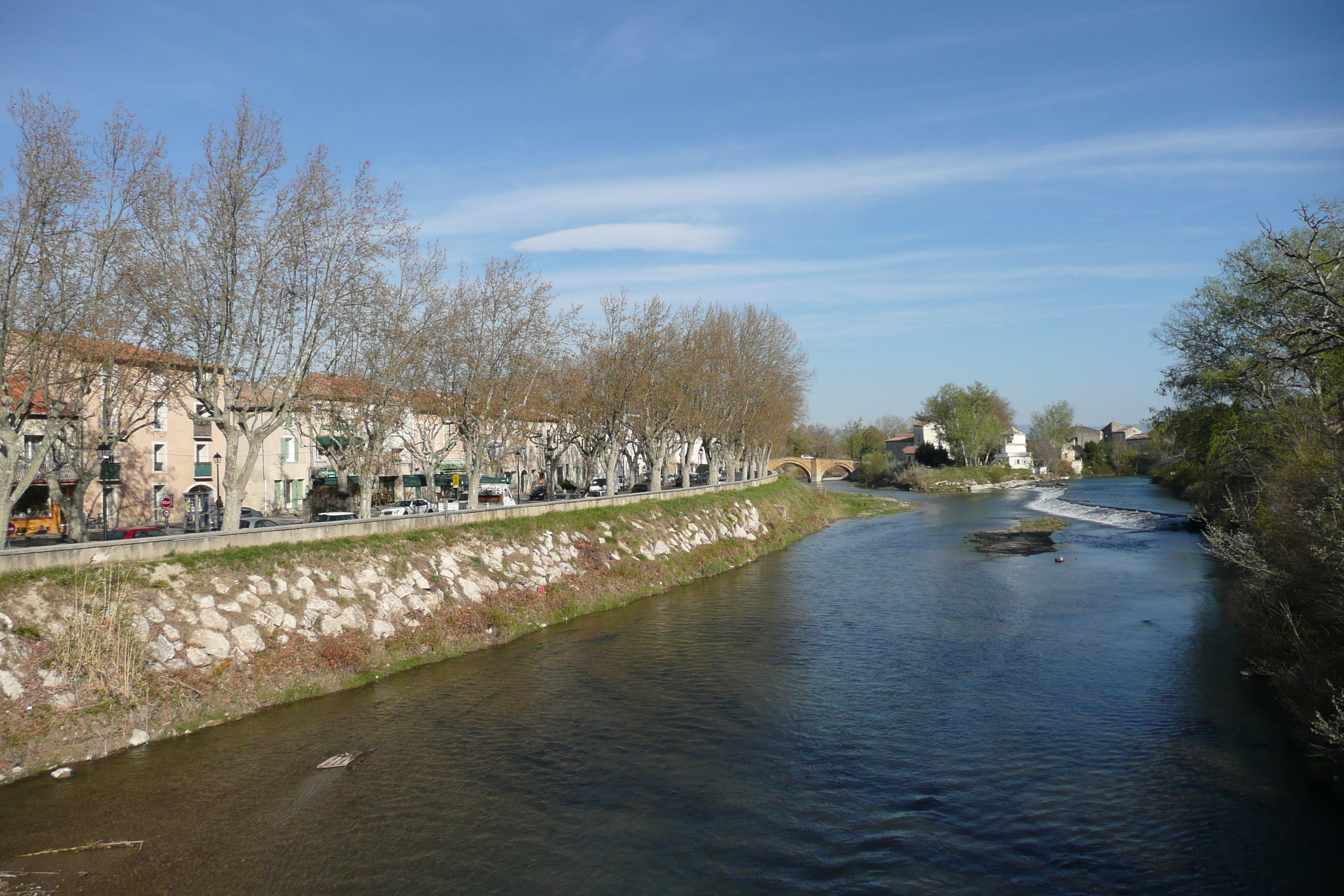
Zusammenfluss von Sorgue und Ouvèze

Bédarrides befindet sich im Comtat Venaissin in der Provence etwa 12 Kilometer westsüdwestlich von Carpentras und etwa 13 Kilometer nordöstlich von Avignon am Zusammenfluss der Sorgue und Ouvèze.
Umgeben wird Bédarrides von den sieben Nachbargemeinden:
|                     | Courthézon                                  | Sarrians                                   |
| Châteauneuf-du-Pape | Kompassrose, die auf Nachbargemeinden zeigt | Monteux                                    |
| Sorgues             |                                             | Althen-des-Paluds Entraigues-sur-la-Sorgue |

## Geschichte
Bédarrides verdankt seinen Namen der im Laufe der Jahrhunderte erfolgten Änderung des lateinischen Namens „bitturritae“, der beiden Türme, die auf dem Gebiet nach dem römischen Sieg über die Allobroger während der Schlacht von Vindalium (Vienne) im Jahr 121 v. Chr. errichtet wurden. Die römische Eroberung machte daraus eine Villa. Als das Gebiet in den Besitz von Kaiser Ludwig dem Blinden überging, schenkte er es im Jahr 912 dem Bischof Rémi. Von diesem Zeitpunkt an waren die Erzbischöfe von Avignon geistliche und weltliche Seigneurs von Bédarrides und seinem Land und dies bis 1791, als Bédarrides wie das gesamte Comtat Venaissin an Frankreich angeschlossen wurde.

## Einwohnerentwicklung
| Jahr      | 1962 | 1968 | 1975 | 1982 | 1990 | 1999 | 2007 | 2013 | 2020 |
| --------- | ---- | ---- | ---- | ---- | ---- | ---- | ---- | ---- | ---- |
| Einwohner | 2615 | 2986 | 3816 | 4238 | 4816 | 5110 | 5103 | 5060 | 5358 |

## Städtepartnerschaften
- Grasellenbach, Deutschland

## Sehenswürdigkeiten
Bédarrides besitzt insgesamt drei denkmalgeschützte Bauwerke.
Die römische Brücke wurde 1620 während eines bedeutenden Hochwassers fortgeschwemmt. Man ersetzte sie durch eine Holzbrücke, die aber nicht lange standhielt und im August 1622 durch ein erneutes Hochwasser weggespült wurde. Nach dem erfolglosen Einsatz einer Gierseilfähre wurde entschieden, die originale Steinbrücke wieder neu aufzubauen. Die Brücke konnte 1647 nach sieben Jahren Arbeit fertiggestellt werden und dient heute immer noch für die Überquerung der Ouvèze.
Die Pfarrkirche Saint-Etienne et de l’Assomption von Bédarrides wurde anstelle einer alten romanischen Kirche errichtet, die lange vorher existierte und zu einer Ruine verfiel. Die Umbauarbeiten begannen 1677 und wurden bis 1684 fortgeführt. Die Einweihung fand am Tag vor Heiligabend statt. Seitdem wurden viele Veränderungen vorgenommen. Der Glockenturm konnte nach 1689 fertiggestellt werden. 1714 wurde die Kirche mit Steinplatten abgedeckt. 1719 und 1725 baute man ein Geländer und zwei Weihwasserbecken. Im Innenraum wurden insgesamt acht Kapellen eingerichtet.
An der Stelle des heutigen Wasserturmes befand sich früher ein Friedhof, der verlegt wurde, da sich alle Friedhöfe nach einem Gesetz außerhalb der Stadtmauern befinden mussten.

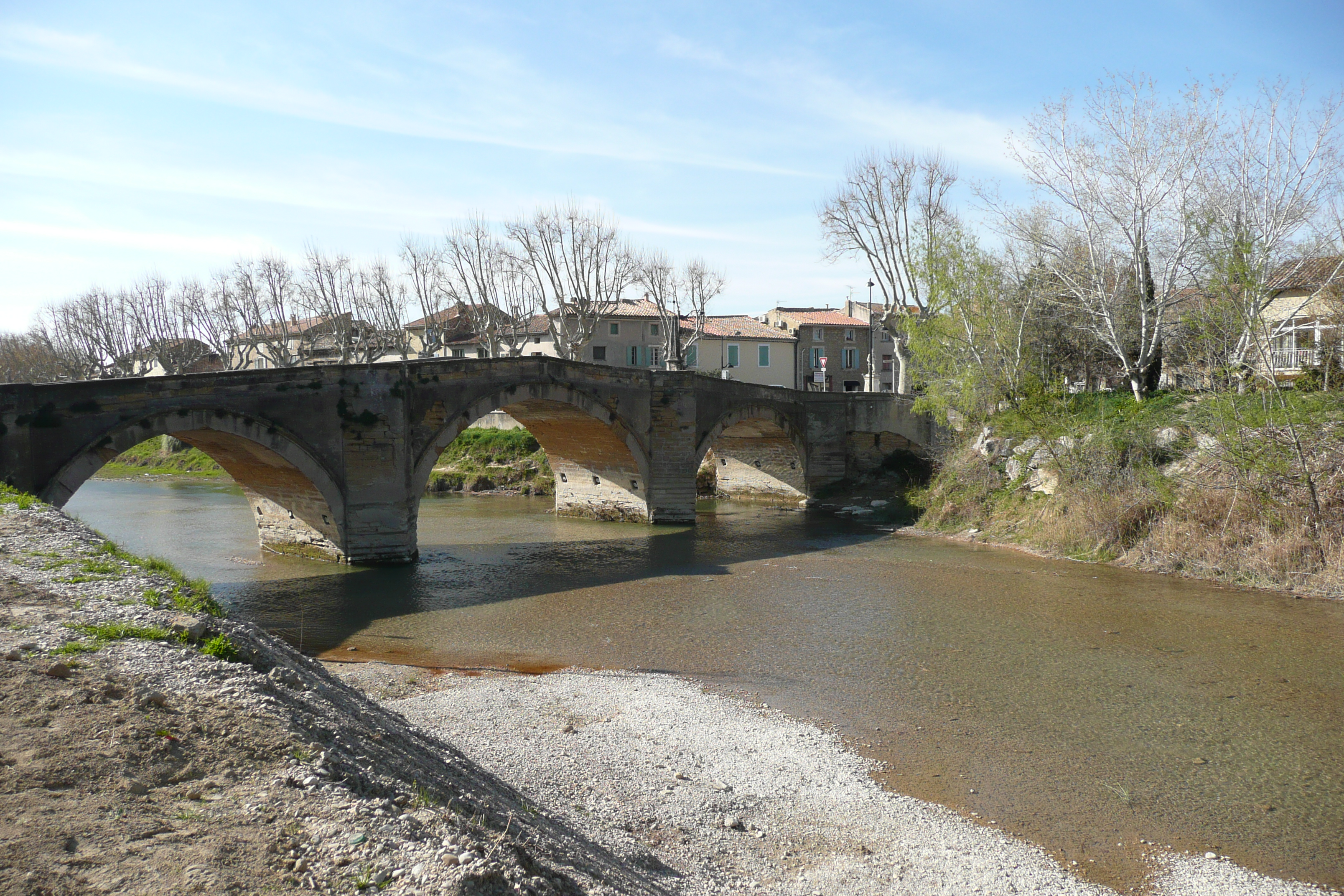
Brücke über die Ouvèze
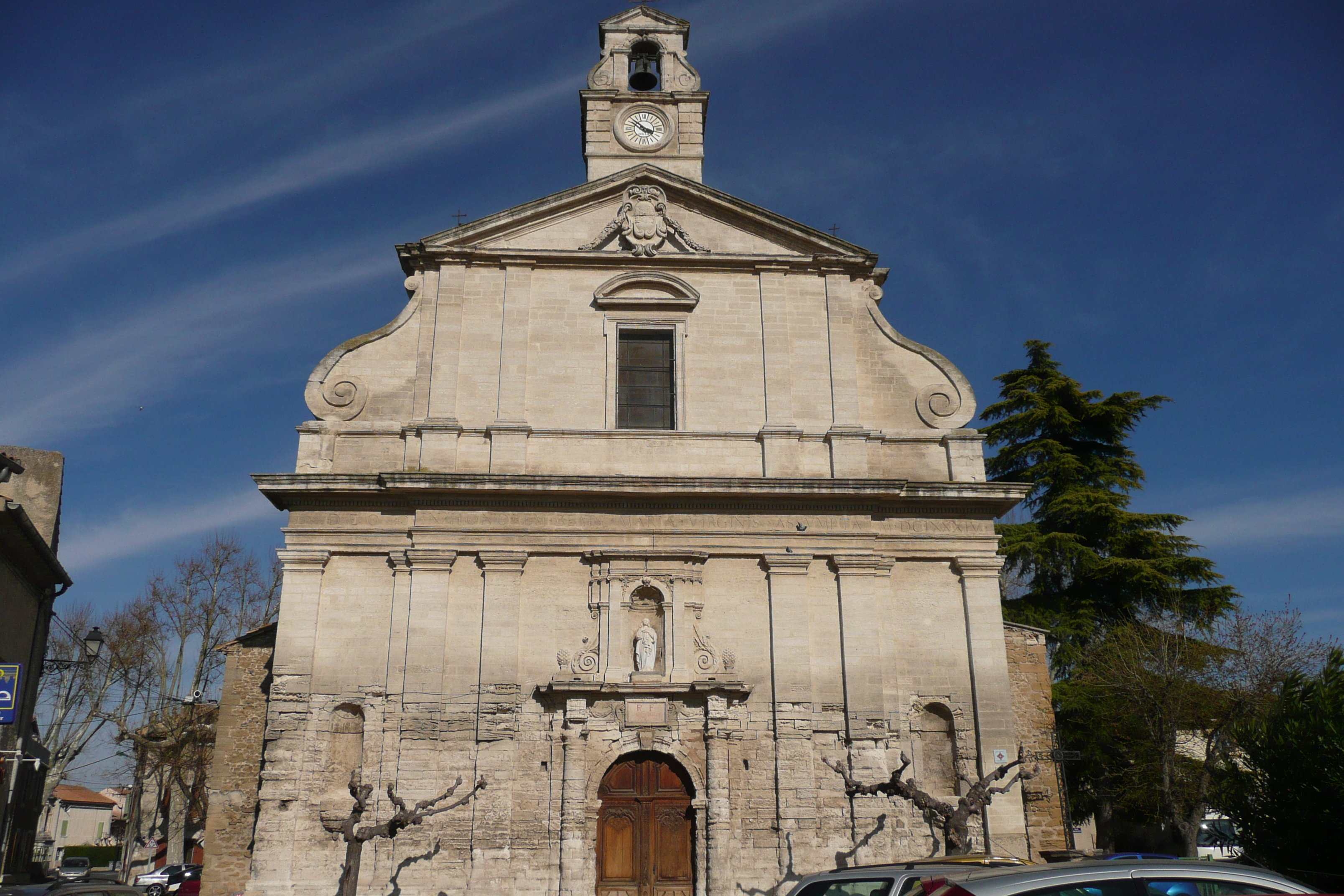
Pfarrkirche Saint-Etienne et de l’Assomption

## Persönlichkeiten
- Antoine-Joseph Pernety (1716–1796), genannt „Dom Pernety“, Gründer der Freimaurerloge Illuminés du Mont-Thabor, Herausgeber eines 1759 erschienenen Dictionnaire Mytho-Hermétique
- Étienne Daillan (1808–1859), genannt „Docteur Daillan“, Arzt und Bürgermeister von Bédarrides (1848–1849)